# Wahlkreis Rom – Municipio XIV (Senato della Repubblica)
Der Wahlkreis Rom – Municipio XIV ist seit 2020 ein Wahlkreis (italienisch collegio elettorale) für die Wahl des Senats.
Der Wahlkreis umfasst einen Teil der Gemeinde Rom – genauer gesagt die sieben Stadtbezirke (municipi) Municipio I, Municipio II, Municipio XI, Municipio XII, Municipio XIII und Municipio XIV sowie jenen Teil des Municipio VIII, der den Zonen Ostiense, Valco San Paolo und Garbatella entspricht.

## Wahlergebnisse
| Wahlkreise – Senato della Repubblica – Latium | Wahlkreise – Senato della Repubblica – Latium | Wahlkreise – Senato della Repubblica – Latium |
| Provinz                                       | Provinz                                       | Gemeinden nach Provinzen ⮞ Wahlkreis |
| --------------------------------------------- | --------------------------------------------- | --- |
|                                               | Metropolitanstadt Rom (121 Gemeinden)         | Teil Roms ⮞ Wahlkreis Rom – Municipio V 2 + Teil Roms ⮞ Wahlkreis Rom – Municipio VII Teil Roms ⮞ Wahlkreis Rom – Municipio XIV 82 ⮞ Wahlkreis Guidonia Montecelio 36 ⮞ Wahlkreis Viterbo |
|                                               | Provinz Frosinone (91 Gemeinden)              | alle ⮞ Wahlkreis Latina |
|                                               | Provinz Latina (33 Gemeinden)                 | alle ⮞ Wahlkreis Latina |
|                                               | Provinz Rieti (73 Gemeinden)                  | alle ⮞ Wahlkreis Viterbo |
|                                               | Provinz Viterbo (60 Gemeinden)                | alle ⮞ Wahlkreis Viterbo |

### Parlamentswahl 2022
| Kandidaten                          | Kandidaten             | Stimmen | %    | Listen                                                  | Stimmen | %    |
| ----------------------------------- | ---------------------- | ------- | ---- | ------------------------------------------------------- | ------- | ---- |
|                                     | Lavinia Mennunigewählt | 199.315 | 36,3 | Fratelli d’Italia                                       | 150.039 | 27,3 |
| Forza Italia                        | Lavinia Mennunigewählt | 199.315 | 36,3 | 24.730                                                  | 4,5     |      |
| Lega per Salvini Premier            | Lavinia Mennunigewählt | 199.315 | 36,3 | 21.623                                                  | 3,9     |      |
| Noi Moderati                        | Lavinia Mennunigewählt | 199.315 | 36,3 | 2.923                                                   | 0,5     |      |
|                                     | Emma Bonino            | 182.200 | 33,2 | Partito Democratico – Italia Democratica e Progressista | 122.654 | 22,4 |
| +Europa                             | Emma Bonino            | 182.200 | 33,2 | 28.716                                                  | 5,2     |      |
| Alleanza Verdi e Sinistra           | Emma Bonino            | 182.200 | 33,2 | 28.458                                                  | 5,2     |      |
| Impegno Civico – Centro Democratico | Emma Bonino            | 182.200 | 33,2 | 2.372                                                   | 0,4     |      |
|                                     | Carlo Calenda          | 77.152  | 14,1 | Azione – Italia Viva                                    | 77.152  | 14,1 |
|                                     | Alessandra Maiorino    | 62.071  | 11,3 | Movimento 5 Stelle                                      | 62.071  | 11,3 |
|                                     | Francesca Anna Perri   | 8.783   | 1,6  | Unione Popolare                                         | 8.783   | 1,6  |
|                                     | Bruna Malaschini       | 6.660   | 1,2  | Italexit per l’Italia                                   | 6.660   | 1,2  |
|                                     | Manuela Lomeo          | 6.356   | 1,2  | Italia Sovrana e Popolare                               | 6.356   | 1,2  |
|                                     | Bruno Steri            | 2.769   | 0,5  | Partito Comunista Italiano                              | 2.769   | 0,5  |
|                                     | Claudia Paganelli      | 2.484   | 0,5  | Vita                                                    | 2.484   | 0,5  |
|                                     | Mario Adinolfi         | 948     | 0,2  | Alternativa per l’Italia (PdF – Exit)                   | 948     | 0,2  |
| Gesamt                              | Gesamt                 | 548.738 | 100  |                                                         | 548.738 | 100  |
|                                     |                        |         |      |                                                         |         |      |
| Ungültige Stimmen                   | Ungültige Stimmen      | 12.017  | 2,1  |                                                         |         |      |
| Wähler                              | Wähler                 | 560.755 | 66,9 |                                                         |         |      |
| Wahlberechtigte                     | Wahlberechtigte        | 837.780 |      |                                                         |         |      |
|                                     |                        |         |      |                                                         |         |      |
| Quelle: Innenministerium            |                        |         |      |                                                         |         |      |